# Il cerchio rosso (film 1960)
Il cerchio rosso (Der rote Kreis / Den blodrøde cirkel) è un film del 1960 diretto da Jürgen Roland, tratto dal romanzo omonimo di Edgar Wallace del 1922.

## Trama
I detective di Scotland Yard sono impegnati nella ricerca di una spietata banda di ricattatori, conosciuta come The Crimson Circle.